# Lucanicae

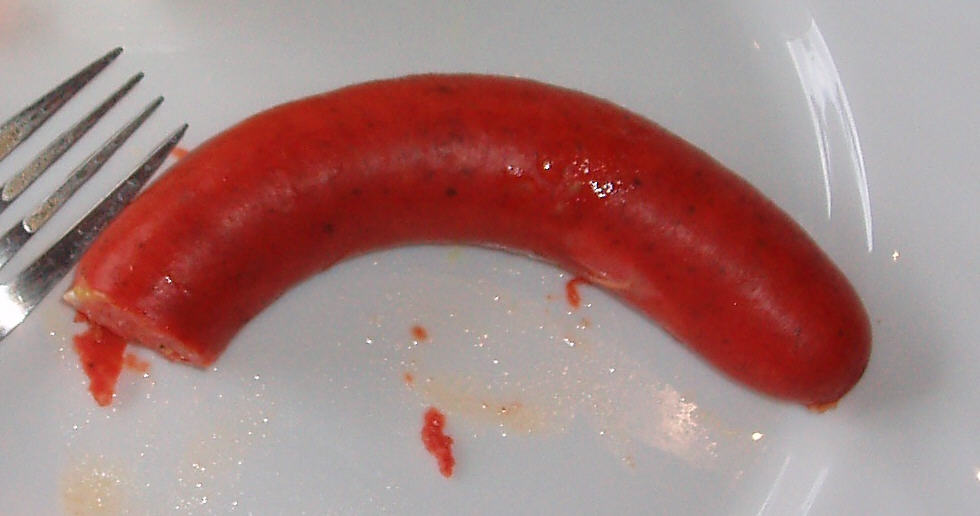
Lukanisches Würstchen, wie es im Archäologischen Park Cambodunum serviert wird

Lucanicae (Lukanerwurst) ist eine dünne, geräucherte Wurstsorte. Das Fleisch wird mit reichlich Kräutern und Gewürzen vermischt, in Därme gefüllt und dann geräuchert (Apicius, de re coquinaria II.4). Diese Wurstsorte ist seit der Antike bekannt und soll ursprünglich von römischen Soldaten aus Süditalien nach Rom gebracht worden sein (Varro ling. 5,111). Sie wird oft als Beilage zu anderen Gerichten und Eintöpfen im De re coquinaria erwähnt. Benannt wurde Lucanicae nach der süditalienischen Region Lukanien (heute Basilicata).